# Teochew nang
 (avril 2010).
Si vous disposez d'ouvrages ou d'articles de référence ou si vous connaissez des sites web de qualité traitant du thème abordé ici, merci de compléter l'article en donnant les références utiles à sa vérifiabilité et en les liant à la section « Notes et références ».
Teochew Nang se réfère aux Chinois vivant à l'extrême Est de la province de Guangdong, dans la région de Chaoshan. Ils s'appellent eux-mêmes "Kakinang" (自己人).

## D'éminents Teochew Nang
- Michael Chang
- Sammi Cheng
- Li Ka-shing
- Ringo Lam
- Da-Wen Sun
- Stefanie Sun
- Herman Yau
- Lucas Wong